# Benambra
Benambra (265 habitants) est un hameau de l'est de l'État de Victoria en Australie situé à 430 km au nord-est de Melbourne à proximité du parc national alpin.